# Marie Schölzel
Marie Schölzel (* 1. August 1997 in Berlin) ist eine deutsche Volleyballspielerin.

## Karriere
Schölzel begann ihre Karriere im Alter von acht Jahren bei der SG Rotation Prenzlauer Berg. Dort wurde sie 2011 deutsche Meisterin in der Altersgruppe U16 sowie 2014 deutsche Meisterin in den Altersstufen U18 und U20. Mit dem VC Olympia Berlin gewann sie in der Saison 2013/14 den Meistertitel in der 2. Deutschen Volleyball-Bundesliga (Nord). 2014 wurde sie deutsche Meisterin der U18 und U20. 2015 gab die Mittelblockerin beim Masters-Turnier in Montreux ihr Debüt in der deutschen Nationalmannschaft. Außerdem nahm sie an den Europaspielen in Baku und dem Volleyball World Grand Prix teil.
Im gleichen Jahr wurde sie vom Erstligisten Schweriner SC verpflichtet. In der Saison 2015/16 kam sie mit dem Verein ins Pokal-Viertelfinale und Playoff-Halbfinale. Außerdem spielte sie im CEV-Pokal. In der Saison 2016/17 erreichte sie mit Schwerin das Pokalfinale und wurde deutsche Meisterin. In der folgenden Saison kam sie ins Pokal-Halbfinale und Schwerin gelang die Titelverteidigung in der Bundesliga. Während der Vorbereitung für die Weltmeisterschaft 2018 verletzte sie sich am Fuß, woraufhin sie pausieren musste. Im Januar 2019 war sie bereits nach schneller Genesung wieder spielfähig und wurde deshalb für den Rest der Saison an den USC Münster ausgeliehen. Im Sommer kehrte sie nach Schwerin zurück. Im DVV-Pokal 2019/20 kam sie mit dem Verein ins Halbfinale. Als die Bundesliga-Saison kurz vor den Playoffs abgebrochen wurde, stand Schwerin auf dem ersten Tabellenplatz. Auch in der Saison 2020/21 spielte Schölzel für Schwerin. Nach einer Saison in der italienischen „Serie A“ bei Volley Bergamo kehrte sie 2022 zurück in die Bundesliga zum deutschen Meister Allianz MTV Stuttgart, mit der sie deutsche Meisterin wurde. Zur Saison 2023/24 wechselte Schölzel nach Polen zu Radomka Radom.